# 桂林绕城高速公路
桂林绕城高速公路是环绕中華人民共和國广西壮族自治区桂林市的一条高速公路，桂高速编号为S2201或S6501，由原桂柳高速公路临桂至池头段、桂阳高速公路池头至马面段、以及灵川至三塘段和灵川至临桂段连接而成，全长约90公里，于2008年12月全线贯通。全线共与2条国家高速公路并行。其中与泉南高速公路并行的路段为粟家至池头段；与包茂高速公路的并行路段为庙岭至马面段。
桂林绕城高速公路建成通车后，受到驾驶者出行习惯和通行费较高的影响，过境通过该高速公路出城的车辆长期不足总数的30%。同时因部分出口和收费站名称的地理位置概念模糊，常常误导司机走冤枉路，因此被戏称为“迷魂阵”。自2013年3月起，管理方对原桂林东、桂林南、桂林尧山等3座收费站，改为以城区名命名的桂林高新、桂林象山、桂林七星收费站，以方便司机驾车。同年3月19日起，为缓解桂林中心城区交通压力，桂林市对城区过境车辆和货运车辆通行规定进行调整。过境车辆和运输危险物品车辆，被禁止进入桂林绕城高速公路以内通行。

## 分段情况

### 灵川至临桂段
全长23.53公里，中国国家高速公路网中的包茂高速公路与泉南高速公路在该路段并行。
起于灵川县粟家村，北接兴桂高速公路，途径定江镇，跨越321国道，终于临桂镇僚田村，南接桂柳高速公路及桂林机场高速公路。设双向四车道高速公路，设计行车速度100公里/小时。1998年开工，2000年5月通车。运营管理单位为广西交通投资集团有限公司
其中连接322国道的前灵川立交是桂林城北的枢纽，为绕城高速中灵川至临桂段及灵川至三塘段的交汇点，东西两侧分属两个单位经营管理。设有6条互通式立体交叉匝道，车流量长期位居桂林高速公路出入口首位，亦因此成为交通事故多发地段之一，被质疑存在设计缺陷。直至兴桂高速公路通車才解決問題。

### 临桂至池头段
桂柳高速公路中的临桂至池头段被纳入桂林绕城高速公路，同时亦为中国国家高速公路网中包茂高速公路与泉南高速公路的组成部分。
起于临桂镇僚田村，终于临桂区池头，全长约6.6公里，为双向四车道高速公路，设计行车速度100公里/小时。1993年7月开工，1997年5月1日通车，是广西第一条高速公路。运营管理单位为广西柳桂高速公路运营有限责任公司。
2011年12月进行改扩建工程，由双向4车道增至8车道。

### 池头至三塘段
桂阳高速公路中的池头至三塘段被纳入桂林绕城高速公路，同时亦为中国国家高速公路网中包茂高速公路的组成部分。
起于临桂区四塘冲口，终于临桂区马面圩，全长约17公里。为双向四车道高速公路，设计行车速度100公里/小时。2004年开工，2008年12月通车。运营管理单位为广西桂政高速公路投资建设有限公司。

### 灵川至三塘段
全长41.711公里，起于灵川县粟家村，接兴桂高速公路，在桂林市东面经大面圩、董家港、天圣山、马家坊、白竹境水库、良丰农场，终于临桂区马面圩，为双向四车道高速公路，设计速度100公里/小时。2003年开工，2008年3月通车。运营管理单位为桂林港建高速公路有限公司。
因该路段的桂林高新收费站匝道口与桂磨公路连接处呈T形不规则状，而桂磨公路上中心花带横在匝道口正对面，给出入高速公路的车辆造成不便，不少车辆在此逆行，存在重大的交通安全隐患。仅在2011年该路口共发生道路交通安全事故35起，其中重特大交通事故两起，造成一死一残，经济损失近63万元。

## 互通枢纽及服务设施
| 地区                                                                                         | 里程      | 类型                              | 名称            | 连接                      | 说明              |
| -------------------------------------------------------------------------------------------- | --------- | --------------------------------- | --------------- | ------------------------- | ----------------- |
| 桂林市 灵川县                                                                                |           | (104A)                            | 粟家            | 兴桂高速公路              |                   |
| 桂林市 灵川县                                                                                |           | (104B)                            | 桂林北          | 福利路                    | 桂林北站 桂林西站 |
| 桂林市 灵川县                                                                                | 0 km      | (0)                               | 灵川            | 灵川大道                  | 东行入口          |
| 桂林市 七星区                                                                                | 11.294 km | (11)                              | 桂林七星        | 金鸡路                    | 桂林电子科技大学  |
| 桂林市 七星区                                                                                | 12.933 km | 停车场 · 加油设施 · 修车站 · 餐厅 | 尧山服务区      | 尧山服务区                |                   |
| 桂林市 灵川县                                                                                | 20.070 km | (20)                              | 桂林高新 桂林东 | 桂磨公路                  |                   |
| 桂林市 象山区                                                                                | 36.923 km | (37)                              | 桂林象山        | 良丰路 象塘路             | 桂林旅游学院      |
| 桂林市 临桂区                                                                                | 42.036 km | (508)                             | 马面            | 桂阳高速公路              |                   |
| 桂林市 临桂区                                                                                | 58.875 km | (492)                             | 池头            | 桂柳高速公路 桂融高速公路 |                   |
| 桂林市 临桂区                                                                                |           | 停车场 · 加油设施 · 修车站 · 餐厅 | 桂林服务区      | 桂林服务区                | 南行              |
| 桂林市 临桂区                                                                                |           | (486)                             | 僚田            | 桂林机场高速公路          |                   |
| 桂林市 临桂区                                                                                |           | 枢纽                              | 桂林西          | 桂三高速公路              |                   |
| 1.000 英里 = 1.609 千米；1.000 千米 = 0.621 英里 并行路段 • 已关闭／取消 • 限制进入 • 未开放 |           |                                   |                 |                           |                   |